# جون ريد كينغ
جون ريد كينغ (بالإنجليزية: John Reed King)‏ هو مقدم برامج إذاعية ومقدم تلفزيوني أمريكي، ولد في 25 أكتوبر 1914 في ويلمنغتون في الولايات المتحدة، وتوفي في 8 يوليو 1979.

## وصلات خارجية
- جون ريد كينغ على موقع IMDb (الإنجليزية)
- جون ريد كينغ على موقع قاعدة بيانات الفيلم (الإنجليزية)